# 錦町立木上小学校
錦町立木上小学校（にしきちょうりつ きのえしょうがっこう）は、熊本県球磨郡錦町にある町立の小学校。

## 概要
歴史
1875年（明治8年）創立。現校名になったのは1965年（昭和40年）。2025年（令和7年）に創立150周年を迎えた。
校訓
「至誠・親和・礼節」
学校教育目標
「夢を持ち、心豊かに、たくましく、自ら学ぶ木上っ子の育成」
校章
桜の花弁を背景にして、中央に校名の「木上」の文字（縦書き）を配している。
校歌
通学区域
錦町のうち、「平良、平野、平川、目郎、荒田、高原、覚井、馬場、岩城、迫、野間、滝の水、山下、由留木、上十日市、下十日市、新立、白坂、平岩、村松、緑ケ丘」。中学校区は錦町立錦中学校。

## 沿革
- 1875年（明治8年）2月 - 木上村岩城273番地1に「覚井小学校」[2]が創立。
- 1887年（明治20年）- 小学校令施行により、尋常科を設置の上、「尋常覚井小学校」に改称。
- 1889年（明治22年）4月1日 - 町村制施行により、球磨郡「木上村」が発足。隣村の深田村との町村組合を組織し行政を開始。
- 1891年（明治24年）4月 - 新校舎が完成。
- 1892年（明治25年）4月 - 「木上尋常小学校」（尋常科4年）と改称。
- 1894年（明治27年）- 木下村が深田村との町村組合を解消。
- 1905年（明治38年）4月 - 高等科（2年制）を併置の上、「木上尋常高等小学校」（尋常科4年・高等科2年）と改称。
- 1908年（明治41年）4月 - 改正小学校令により、尋常科（義務教育年限）が4年制から6年制に改められる。従来の高等科1・2年を尋常科5・6年に改められたため、高等科を廃止の上、「木上尋常小学校」（尋常科6年）に改称。
- 1915年（大正4年）4月 - 高等科（2年制）を併置の上、「木上尋常高等小学校」（尋常科6年・高等科2年）と改称。
- 1917年（大正6年）4月 - 木造2階建て校舎1棟が完成。
- 1927年（昭和2年）4月 - 木造2階建て校舎1棟および講堂が完成。
- 1941年（昭和16年）4月1日 - 国民学校令施行により、「球磨郡木上村木上国民学校」に改称。尋常科を初等科に改める。
- 1947年（昭和22年）4月1日 - 学制改革が行われる（六・三制の実施）。
  - 国民学校初等科は、新制小学校「木上村立木上小学校」に改組・改称。
  - 国民学校高等科は青年学校普通科とともに、新制中学校「木上村立木上中学校」に改組・改称。小学校に併設される。
- 1955年（昭和30年）7月1日 - 3村合併により「錦村」が発足。「錦村立木上小学校」に改称。鉄筋コンクリート造3階建て校舎（第一期工事、6教室）が完成。
- 1956年（昭和31年）3月 - 鉄筋コンクリート造校舎（第二期工事、6教室）が完成。
- 1957年（昭和32年）4月 - 木造2階建て校舎（8教室）が完成。
- 1962年（昭和37年）9月1日 - 木上中学校が錦村立錦中学校に統合され閉校。ただし中学校の統合校舎完成までの間、旧木上中学校の校舎は「木上分室」として使用を継続されることとなる。
- 1965年（昭和40年）
  - 3月 - 中学校木上分室が廃止される。
  - 4月1日 - 錦村が町制施行により「錦町」が発足。「錦町立木上小学校」（現校名）に改称。
- 1969年（昭和44年）7月 - 旧・木上中学校の跡地に運動場を整備。
- 1972年（昭和47年）8月 - プールが完成。
- 1975年（昭和50年）11月 - 創立100周年記念式典を挙行。
- 1982年（昭和57年）3月 - 体育館が完成。その後講堂を解体。
- 1987年（昭和62年）- 新校舎が完成。
- 1988年（昭和63年）- 旧校舎を解体。
- 1994年（平成6年）2月 - 小プールが完成。
- 1997年（平成9年）11月 -  第１回「きのえふれあいふるさとまつり」を開催。
- 2005年（平成17年）5月 - 木上コミュニティセンターから二宮尊徳像を移転。
- 2009年（平成21年）4月 - 特別支援学級を設置。
- 2010年（平成22年）10月 - 太陽光パネルを設置。
- 2026年（令和8年）2月21日 - 創立150周年記念式典を挙行（予定）[3]。

## 交通アクセス
最寄りの鉄道駅
- くま川鉄道 湯前線 「一武駅」・「木上駅」

最寄りのバス停留所
- 九州産交バス 「木上小学校前」停留所

最寄りの幹線道路
- 熊本県道33号人吉水上線
- 熊本県道262号覚井一武線

## 周辺
- 錦町木上コミュニティーセンター（公民館）
- 旧人吉警察署木上迫警察官駐在所（2017年（令和29年）4月に一武駐在所と統合の上、「錦警察官駐在所」となった）
- 木上ひかり保育園
- 蔵城公園
- 球磨川